# Карраску-Бониту

Карраску-Бониту на карте штата.

Карраску-Бониту (порт. Carrasco Bonito) — муниципалитет в Бразилии, входит в штат Токантинс. Составная часть мезорегиона Западный Токантинс. Входит в экономико-статистический микрорегион Бику-ду-Папагаю. Население составляет  3 688 человек на 2010 год. Занимает площадь 192,939 км². Плотность населения — 19,11 чел./км².

## Демография
Согласно сведениям, собранным в ходе переписи 2010 г. Национальным институтом географии и статистики (IBGE), население муниципалитета составляет:
| Полное население                               | Полное население                               | Полное население                               | Полное население                               | 3 688 |
| ---------------------------------------------- | ---------------------------------------------- | ---------------------------------------------- | ---------------------------------------------- | ----- |
| в том числе:                                   | Городское население                            | 1 967                                          | Процент городского населения, %                | 53,34 |
|                                                | Сельское население                             | 1 721                                          | Процент сельского населения, %                 | 46,66 |
|                                                | Мужское население                              | 1 919                                          | Процент мужского населения, %                  | 52,03 |
|                                                | Женское население                              | 1 769                                          | Процент женского населения, %                  | 47,97 |
| Плотность населения, чел/км²                   | Плотность населения, чел/км²                   | Плотность населения, чел/км²                   | Плотность населения, чел/км²                   | 19,11 |
| Население муниципалитета в % к населению штата | Население муниципалитета в % к населению штата | Население муниципалитета в % к населению штата | Население муниципалитета в % к населению штата | 0,27  |

По данным оценки 2016 года население муниципалитета составляет 3 983 жителя.

## Статистика
- Валовой внутренний продукт на 2003 составляет 4.951.685,00 реалов (данные: Бразильский институт географии и статистики).
- Валовой внутренний продукт на душу населения на 2003 составляет 1.270,64 реалов (данные: Бразильский институт географии и статистики).
- Индекс развития человеческого потенциала на 2000 составляет 0,562 (данные: Программа развития ООН).

## Важнейшие населенные пункты
| № | Населённый пункт     | Населённый пункт (порт.) | Категория | Население чел. (2010) | На карте                       |
| - | -------------------- | ------------------------ | --------- | --------------------- | ------------------------------ |
| 1 | Карраску-Бониту      | Carrasco Bonito          | город     | 1967                  | 5°19′17″ ю. ш. 48°02′17″ з. д. |
| 2 | Сеннтру-дус-Фирминус | Centro dos Firminos      | поселок   | 549                   | 5°23′06″ ю. ш. 48°03′04″ з. д. |
| 3 | Винти-Мил            | Vinte Mil                | поселок   | 673                   | 5°24′27″ ю. ш. 48°00′24″ з. д. |
| 4 | Кашеаду              | Cacheado                 | поселок   | 216                   | 5°21′04″ ю. ш. 47°56′23″ з. д. |